# Place des Quatre-Dauphins
La place des Quatre-Dauphins est une place d'Aix-en-Provence.

## Situation et accès
Elle est située au cœur du quartier Mazarin, à l'intersection de la rue Cardinale venant de la place Saint-Jean-de-Malte et de la rue du Quatre-Septembre, menant au cours Mirabeau.

## Origine du nom
Elle porte le nom de la fontaine des Quatre-Dauphins située au centre de la place.

## Historique
En 1645, Michel Mazarin, le nouvel archevêque d'Aix-en-Provence, nommé sur proposition de son frère, le cardinal Jules Mazarin, par le pape Innocent X, parvient à faire accepter un projet d'extension de la ville vers le sud. il demande au roi Louis XIV l'autorisation d'abattre le rempart sud de la ville entre la porte des Augustins et la Plateforme pour y bâtir un nouveau quartier, évoquant des raisons d'ordre démographique et esthétique, mais aussi des impératifs de sécurité. La faveur lui est accordée par lettres patentes enregistrées par le Parlement d'Aix le 15 février 1646.

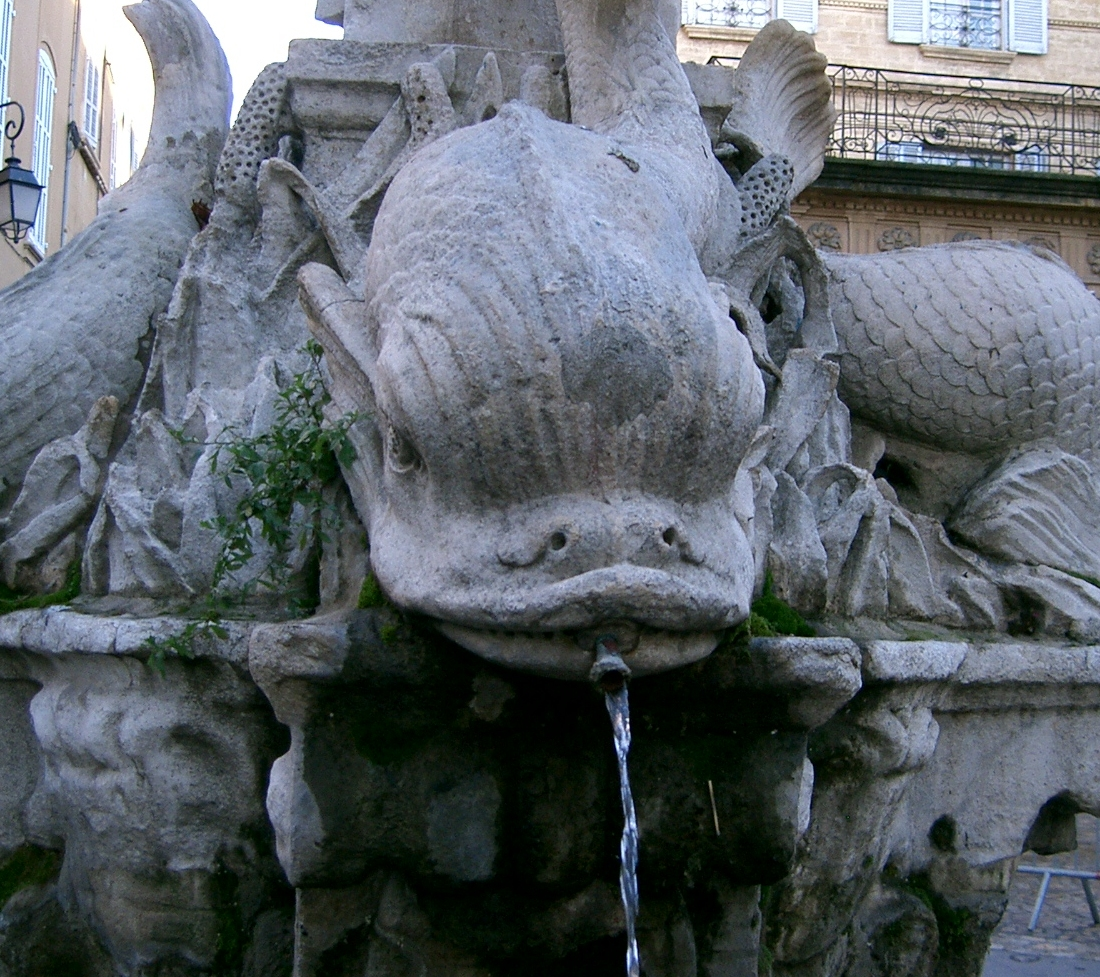
Détail de la fontaine des Quatre-Dauphins.

Il lance dès l'année suivante, avec l'aide du promoteur Henri Hervard d’Hevinquem, une opération d'urbanisme de grande ampleur qu'il confie à l’architecte Jean Lombard (1580-1656). Ainsi naît ce quartier qui porte aujourd'hui son nom, conçu selon un plan en damier, inspiré de la Renaissance italienne, contrastant avec l’irrégularité de l’espace médiéval situé au nord de la ville. Au centre de ce nouveau quartier est aménagée la place que l'on connaît de nos jours sous le nom de « place des Quatre-Dauphins », dite alors « place Saint-Michel », en hommage à l'archevêque. Il conçoit, dès la construction de la place, l'éventualité d'orner ce nouvel espace d'une statue représentant son frère cardinal, projet abandonné à la mort de l'archevêque, en 1648.
La fontaine au centre de la place, œuvre du sculpteur Jean-Claude Rambot en 1667, représente quatre « dauphins architecturaux » entourant une pyramide qui était à l'origine couronnée par une statue de saint Michel. La statue a été successivement remplacée par une fleur de lys, une croix de Malte, puis une pomme de pin.

## Bâtiments remarquables et lieux de mémoire
Elle est entourée d'hôtels particuliers, dont, à l'angle nord-est, l'hôtel de Boisgelin, construit en 1655 par Pierre Pavillon (1612-1670). Au centre de la place, se trouve la fontaine des Quatre-Dauphins, de style baroque, sculptée en 1667 par Jean-Claude Rambot. L'ornementation métallique de la fontaine date de 1912. La fontaine est inscrite à l'inventaire des monuments historiques depuis le 15 janvier 1929.
Quatre marronniers d'Inde sont plantés sur la place et entourent la fontaine de part et d'autre. Jusqu'en 1860, date de son abattage, se dressait un micocoulier de 4,80 m de circonférence cité par Jean-Baptiste Lamarck (1744-1829) et Augustin Pyrame de Candolle (1778-1841).